# Kika Edgar
Sandra Ericka Edgar Garza (Ciudad Madero, Tamaulipas; 9 de enero de 1985), conocida como Kika Edgar, es una actriz, bailarina y cantante mexicana. Su tesitura corresponde a la de una mezzosoprano.
Después de su participación en el concurso Cantando por un sueño, desprendió su carrera musical, contando con 8 producciones discográficas. 

## Biografía
Estudió la primaria en la Escuela Federal Serapio Venegas, la secundaria y preparatoria en el Instituto Cultural Tampico y posteriormente ingresó al Instituto de Estudios Superiores de Tamaulipas (IEST). Estudió actuación y canto en el Centro de Educación Artística de Televisa (CEA), especializándose como bailarina de ballet. Debutó en la obra teatral «Francisco» con María Elena Saldaña.
Incursionó en la pantalla chica como actriz de telenovela, primero en la miniserie Cuento de Navidad en 1999 y en 2000 doblando a la actriz Natalia Esperón en la telenovela Por un beso cuando ésta cantaba.
Posteriormente, en 2001 participó en Primer amor a mil x Hora, dando vida a una estudiante de preparatoria llamada Olivia. Para 2002 participa en el casting del reality de canto Operación Triunfo, en Televisa donde llegó como «Reserva». En 2003 formó parte de la telenovela Amor real, producida por Carla Estrada, encarnando a Catalina Heredia.
Un año después, en 2004 llega su gran oportunidad al protagonizar la telenovela CLAP, el lugar de tus sueños, producción de Roberto Gómez Fernández; representando a Elena.
En 2005 participó en la producción de Nicandro Díaz Contra viento y marea, interpretando un triple papel (Regina-Álvaro-Luna Gitana), destacando entre ellos su actuación en la que suplanta a un hombre. De manera simultánea, participó en la puesta en escena Hombres, compartiendo créditos con Patricia Reyes Spíndola, Sabine Moussier, Azela Robinson y Macaria; donde habla del sexo masculino y sexo femenino.
Su faceta como cantante inició en el año 2006, al participar en el programa producido por los primos Rubén Galindo y Santiago Galindo en Cantando por un sueño, primera temporada, obteniendo el 2.° lugar; al terminar su participación en el programa, Edgar participa en el musical Cabaret, sustituyendo a la actriz Itatí Cantoral, para interpretar a Sally Bowles.
En ese mismo año participó en Reyes de la canción, certamen musical en el cual intervienen los 3 primeros lugares de cada temporada del programa Cantando por un sueño. En esta emisión, volvió a obtener la segunda posición, y posteriormente se produce su primer material discográfico. Además Kika también participó en el programa especial Cantando y Bailando por un sueño de Navidad, junto con Diego Verdaguer, obteniendo el primer puesto de la competencia.
Con su primer material discográfico, titulado Kika de corte Pop/Rock, siendo Tal vez su primer sencillo, alcanzó 50 mil copias vendidas, y aunque nunca fue certificado por AMPROFON, su disquera le reconoció el disco de oro.[cita requerida] La promoción de su disco se vio interrumpida porque Kika fue invitada a participar en la telenovela colonial Pasión, donde interpretó a Inés, un papel protagónico dentro de la trama.
Al finalizar su participación en la telenovela, se realizó el lanzamiento de su disco en Homenaje a Lupita D'Alessio, Lo siento, mi amor y el cual desde que salió a la venta entró directamente al Top 10 de los discos más vendidos en México. Con este disco, Kika se posicionó en los primeros lugares de ventas por más de 28 semanas, con más de 100 mil copias vendidas logrando un disco de platino.[cita requerida]
En 2007 graba el tema principal de la telenovela mexicana Bajo las riendas del amor junto al actor de teatro musical Efraín Berry.
A principios del 2008 participó en la serie de televisión Mujeres asesinas,  interpretando a Teodora en el capítulo «Margarita, Ponzoñosa», junto a la actriz Isela Vega, en agosto del mismo año realiza un concierto junto a Myriam Montemayor, ganadora de La Academia en el Teatro Metropólitan.
En octubre de 2008 anunció que estaba embarazada de su primera hija, por lo que se retira un tiempo de los reflectores.En mayo de 2009 Kika se convierte en madre por primera vez de su hija María José.
En el 2009, Kika Edgar se integró al elenco del musical La novicia rebelde, protagonizando la historia de la familia Von Trapp junto a Lisardo y Olivia Bucio. Este musical fue premiado con la Luna de Plata como mejor musical del año, premio otorgado por el Auditorio Nacional.[cita requerida] En el mismo año, los Premios Bravo le otorgaron a Kika el premio a Mejor Actriz de Programas Unitarios durante el 2008 por su participación en Mujeres asesinas.
El 8 de diciembre de 2009 salió a la venta su tercer disco, Señor amante, en el que recopila canciones que fueron éxito en los años ochenta, en el que repite la fórmula de su disco anterior, haciendo suyas las canciones acompañada de la Orquesta Sinfónica de Praga.
En el año 2010 hizo una participación especial como actriz en la telenovela Atrévete a soñar. En este mismo año, Kika recibió el reconocimiento de la ACPT (Asociación de Críticos y Productores Teatrales) como «Mejor actriz de musical» durante 2009. En 2010 también vuelve a participar en la serie mexicana Mujeres asesinas, como protagonista del capítulo «Paula, bailarina», interpretando a Paula Treviño, una mujer transgénero.
En 2011 estuvo de gira por México con su Tour Señor amante. Para este año, Rosy Ocampo la invita para la producción de La fuerza del destino, al lado de David Zepeda, Sandra Echeverría, Gabriel Soto, entre otros.
En 2012 se presentó como invitada especial en Pequeños gigantes para acompañar a Irlanda Valenzuela en el tema «Sueño Imposible» y en las Fiestas del Pitic en Hermosillo, Sonora. Ese mismo año, a finales del mismo, el productor Juan Osorio la invitó a participar en Porque el amor manda junto a Fernando Colunga, Blanca Soto, Erick Elías y Claudia Álvarez, siendo grabada durante 2013.
Así mismo, recibe la invitación especial a Mentiras: el musical, en donde ha hecho estremecer con sus personajes de Daniela y Dulce. Posteriormente sigue el éxito en el teatro con Amor, dolor y lo que traía puesto, Extraños en un tren, Annie el musical y Verdad o Reto: el musical.
En 2016 lanza su quinto disco titulado Nuevas canciones KE y con el cual se desprende su gira del mismo nombre.
En el año 2017 Kika realiza para la cadena TV Azteca la serie Nada personal, segunda versión de la telenovela de 1997, bajo el personaje de la Teniente Campos. En 2018 fue actriz invitada en la segunda temporada de la obra El hombre de La Mancha, con el papel de Aldonza.
En 2019 se integra al elenco de la segunda temporada de La Reina del Sur, protagonizada por Kate del Castillo.
En 2022 vuelve a Televisa como participante del programa de imitación Tu cara me suena y del reality show El retador, ingresa junto a Dulce.
En 2023 participó en la obra musical en escena Mamma Mia!, además también participa en el programa de televisión ¿Quién es la máscara? bajo el personaje de «Bombona», siendo una de las primeras eliminadas de la competencia.
En el año 2024 Kika Edgar junto a la cantante Myriam Montemayor presenta una gira musical llamada Cosas del amor tour, presenta en el Lunario del Auditorio Nacional, en la Ciudad de México.A finales del mismo año anuncia su regreso a la obra Cabaret como protagonista, iniciando en 2025.
En 2025 anuncia el lanzamiento de su octava producción discográfica de nombre Desnuda.
Sostuvo una relación amorosa con el actor Guy Ecker en 1999 duraron poco tiempo, solo lo pudieron conocer algunos actores y amigos del actor según un programa de espectáculos de la televisión mexicana.

## Filmografía

### Telenovelas y series
- Pacto de silencio (2023) - Irene Bustamante[21]
- La doña (2020) - Romelia Vega[22]
- La Reina del Sur (2019-2023) - Genoveva Alcalá[23]
- Nada personal (2017) - Teniente Claudia Campos
- Mentir para vivir (2013) - Celeste Flores[24]
- Porque el amor manda (2012-2013) - Xóchitl Martínez
- La fuerza del destino (2011) - Carolina Muñoz
- Atrévete a soñar (2009) - Ingrid
- Pasión (2008) - Inés Márquez de Darién
- Contra viento y marea (2005) - Regina Campos / Álvaro Campos / Luna Gitana
- Clap, el lugar de tus sueños (2003) - Helena Millán Acosta
- Amor real (2003) - Catalina Heredia
- Por un beso (2001) - Voz Blanca
- Primer amor, a 1000 x hora  (2000) - Olivia
- Cuento de Navidad (1999)

### Programas de televisión
- Mexicánicos (2025) - Aparición como invitada
- Divina comida (2024) - Presentadora
- ¿Qué dicen los famosos? (2023) - Invitada[25]
- ¿Quién es la máscara? (2023) - «Bombona»[26]
- El retador (2022) - Participante[27]
- Tu cara me suena Estados Unidos (2022) - Participante
- Estrella2 (2014) - Invitada
- Pequeños gigantes (2013) - Invitada musical
- Mujeres asesinas Tercera temporada (2010) - «Paula, bailarina» - Paula Treviño
- El show de los sueños (2008) - Participante invitada
- Mujeres asesinas Primera temporada (2008) «Margarita, ponzoñosa» - Teodora Márquez
- La hora pico (2007) - Invitada
- Cantando y Bailando por un sueño de Navidad (2006) - Participante (Primer lugar)
- Reyes de la canción (2006) - Participante (2.° lugar)
- Cantando por un sueño (2006) - Participante (2.° lugar)
- Mujer, casos de la vida real (2002) - (Episodio: «No me dejes»)
- Operación Triunfo México (2002) - «Reserva»

### Obras de teatro
- Scherezada y Francisco
- Hombres (2005)
- Cabaret (2006) - Sally Bowles
- La novicia rebelde (2009-2010) - Maria Rainer
- Pegados (2011)
- Spamalot (2012) - La dama del lago
- Amor, dolor y lo que traía puesto (2013)
- Mentiras: el musical  (2013-2017, 2019) - Daniela y Dulce
- Extraños en un tren (2015)
- Annie (musical) (2015- 2016) Srta.Grace Farrel
- Verdad o Reto: el musical (2016-2017) - Macarena
- El hombre de La Mancha (2017-2018) - Aldonza
- Sola en la oscuridad (2022) -Sussy
- Mamma Mia! (2023) - Donna
- Cabaret (2025) - Sally Bowles

## Discografía

### Álbumes de estudio
- Kika (2007)
- Lo siento mi amor (2008)
- Señor amante (2009)
- Broadway (2011)
- Nuevas canciones (2016)
- Colección de antaño (2021)
- Solo boleros (2022)
- Desnuda (2025)

### Giras
- 2008 - Kika En Concierto
- 2009 - Tour Lo Siento Mi Amor
- 2010/2011 -  Tour Señor amante
- 2016 -  Tour Nuevas Canciones
- 2024 - Cosas del Amor Tour (Junto a Myriam Montemayor)[28]

## Premios y nominaciones

### Premios TVyNovelas
| Año  | Categoría                 | Telenovela                    | Resultado |
| ---- | ------------------------- | ----------------------------- | --------- |
| 2013 | Mejor actriz co-estelar   | Porque el amor manda          | Nominada  |
| 2004 | Mejor revelación femenina | Clap...El lugar de tus sueños | Nominada  |

### Premios Bravo
| Año  | Categoría                | Trabajo                   | Resultado |
| ---- | ------------------------ | ------------------------- | --------- |
| 2009 | Mejor Actuación Femenina | Mujeres asesinas (México) | Ganadora  |

### Premios Oye!
| Año  | Categoría          | Resultado |
| ---- | ------------------ | --------- |
| 2007 | Revelación del año | Nominada  |

### Premios ACPT
| Año  | Categoría                  | Resultado |
| ---- | -------------------------- | --------- |
| 2010 | Mejor actriz de un musical | Ganadora  |